# Jean-Pierre Dannaud
Jean-Pierre Dannaud est un conseiller d'État et un homme politique français, membre de l'UDR puis du RPR, né le 6 février 1921 à Paris où il est mort le 7 décembre 1995.

## Biographie
Ancien élève de l'École normale supérieure et agrégé de philosophie (premier ex æquo, 1947), Jean-Pierre Dannaud est nommé professeur au lycée Janson de Sailly à Paris.
Jeune officier de la 1re division française libre, évadé de France, il débarque à Saïgon le 12 septembre 1945 avec la première compagnie du corps expéditionnaire français en Extrême-Orient. Il a fait la campagne du Laos dans un commando parachutiste. Il est blessé lors de la prise de Thakhek et rapatrié en France. Il revient à Saïgon au début de l’année 1948 envoyé par le Quai d'Orsay comme attaché culturel.
En 1950, Jean-Pierre Dannaud est nommé directeur des Services d’informations civils et militaires sous le général de Lattre, puis, de 1954 (année de la bataille de Diên Biên Phu et de la partition du Vietnam) à 1956, directeur du Centre culturel français à Saigon.
En 1957, il est envoyé au Maroc comme conseiller culturel et, en 1959, devient conseiller du président de la Communauté française.
Gaulliste, il est, de 1961 à 1964, directeur des services culturels et techniques au ministère de la Coopération, puis au secrétariat des Affaires étrangères.
En 1966, Jean-Pierre Dannaud est nommé Conseiller d'Etat, puis est directeur de cabinet du ministre de l'Intérieur Christian Fouchet (avril 1967-mai 1968), puis commissaire du Tourisme (1970-1974), et à nouveau Conseiller d'État en 1974.
Dans ses mémoires politiques Cahiers secrets de la Ve République, Michèle Cotta dit de lui qu'en 1967, Jean-Pierre Dannaud a coordonné « l'escouade des jeunes loups de l'UDR » (comprenant notamment Jacques Chirac) envoyée par Georges Pompidou dans le sud-ouest pour s'implanter au détriment de la gauche.
En 1972, il est nommé administrateur de l'Agence Havas puis réintégré au Conseil d'État en 1974.
Il reçoit en 1993 le prix de l'Académie française pour son roman Fleuve rouge.
Jean-Pierre Dannaud meurt à Paris le 7 décembre 1995 à l’âge de 74 ans.

## Mandats
- Conseiller général du canton de Lauzès (1967-1973)
- Maire de Gourdon (1971-1977)

## Distinctions
- Grand officier de la Légion d'honneur (1er décembre 1995, commandeur du 25 septembre 1964)
- Grand officier de l'ordre national du Mérite (1988)[8]
- Commandeur de l'ordre des Palmes académiques (1966)[9]

## Publications
- Jean-Pierre Dannaud, Indochine Profonde, Société asiatique d’Editions, 1er janvier 1954
- Jean-Pierre Dannaud (photogr. Cahery – R. Cauchetier – R. Coutard – Nguyen manh dan – J.P Dannaud – G. Defive – P. Ferrari – Pham Kim Khanh – Surel – R. Varoqui), Cambodge, Lausanne, La Guilde du Livre, 1956
- Guerre morte… il y avait une guerre d’Indochine, Illustrations photographiques de Michel Aubin, Edouard Axelrad, Werner Bischof, Marcel Bourlette, Robert Bouvet, Daniel Camus, Raymond Cauchetier, Paul Corcuff, Raoul Coutard, Guy Defive, Dervoust, Yves Fayet, Pierre Ferrari, Ernst Haas, Jacques Jahan, Francis Jauréguy, Fernand Jentile, Georges Liron, René Martinoff, Missions étrangères, Nguyen Manh Danh, Jacques Oxenaar, Jean-Marie Pelou, Jean Péraud, Jean Petit, S.I.V.N., Raymond Varoqui. Supplément à la revue Indochine Sud-Est Asiatique, Imp. Georges Lang, Paris, 1954. La Pensée Moderne, 1973
- Fleuve rouge, roman, Éditions de Fallois, Paris 1992., 201 p, (Prix de l'Académie française en 1993)  (ISBN 978-2877061599). Ce roman se déroule durant la guerre d'Indochine.

## Ouvrage bibliographique
- Collectif, Photographies en guerre : Catalogue d’exposition, Paris, Éditions Rmn - Grand Palais en partenariat avec le musée de l'Armée - Hôtel national des Invalides, mars 2022, 328 p. (ISBN 9782711879052)